# Sabah Naim
Pour les articles homonymes, voir Naim.
Sabah Naim, née au Caire en 1967, est une artiste multimédia égyptienne contemporaine. Son travail se concentre sur la documentation de personnes et de scènes au Caire, en Égypte, et intègre la photographie de rue, la peinture, le collage, la broderie et l'art vidéo.

## Biographie

### Enfance, Formations
Sabah Naim obtient un baccalauréat en beaux-arts en 1990, une maîtrise en beaux-arts en 1996 et un doctorat en art contemporain en 2003 du College of Art Education du Caire. Elle y est l'élève de Mohammed Abla. Elle est la première personne de sa famille à recevoir un diplôme d'études supérieures et utilise le produit de la vente de son art pour soutenir ses parents et ses frères. Naim a siégé à la faculté d'éducation artistique de l'Université d'Helwan et de son alma mater,.

### Carrière
S'inspirant de l'environnement anonyme des rues animées du Caire, le processus artistique de Sabah Naim commence par photographier ou filmer des personnes dans des lieux publics. Elle agrandit généralement ces personnages à la taille réelle ou plus que la taille réelle lorsqu'elle imprime son travail en noir et blanc sur papier ou sur toile,. Installés dans une galerie, les portraits décontextualisés de Sabah Naim peuvent également suggérer des scènes de rue reconfigurées dans lesquelles le spectateur peut se repérer. Ses tirages photographiques sont parfois colorés à la main, collés avec des journaux enroulés ou ornés de motifs peints à la main (cercles, points, arabesques et autres symboles).
En outre, Sabah Naim a exposé des dessins et des peintures entièrement composés de formes et de couleurs répétitives, en mettant l'accent sur des formes naturalistes comme les fleurs, les étoiles et les arbres,. La répétition de ces symboles communs dans son travail, que l'on retrouve dans les traditions artistiques modernes et traditionnelles du monde entier, vise à mettre en évidence les expériences communes de la condition humaine.
De surcroît, les critiques ont noté que le travail de Sabah Naim reflète les thèmes de la modernisation et de la mondialisation dans l'Égypte urbaine. Ils soulèvent des questions sur les binômes culturels, tels que le masculin et le féminin, le contemporain et le traditionnel, le religieux et le séculaire, les beaux-arts et l'artisanat.

## Expositions
Naim a exposé au niveau international, notamment à la cinquantième Biennale de Venise (2003), à la Biennale de La Havane (2003) et à l'exposition itinérante Africa Remix: Contemporary Art of a Continent (2004),. Ses œuvres figurent également dans les collections permanentes du British Museum de Londres, du ministère égyptien de la Culture et du Musée d'art égyptien moderne, tous deux au Caire,.

### Expositions personnelles
- Galerie B21 Dubaï 2008
- Galerie Lia Rumma, Naples, Italie 2007
- Karin Francis, Le Caire, Egypte 2006
- Atelier du Caire, Le Caire, Égypte. 2004
- Galerie Lia Rumma, Milan, Italie. 2004
- 8e Biennale de La Havane, La Havane, Cuba 2003 [12]
- Une partie de l'art moderne du Caire dans le théâtre Holland Circus, La Haye, Hollande. 2001
- L'Institut, Le Caire, Egypte. 2001
- Gezira Arts Center, Le Caire, Égypte 2000
- Townhouse Gallery, Le Caire, Egypte 2000
- Atelier du Caire, Le Caire, Egypte 1998

### Expositions collectives
- Histoires d'aujourd'hui : six artistes du Caire 2014 Colby College Museum of Art, (anniversaire des premières manifestations sur la ( place Tahrir )
- Art Basel Miami Beach 2009 Art Basel
- Word into Art: Artistes du Moyen-Orient moderne 2006 Le British Museum
- 50e Biennale internationale de Venise 2003 La Biennale de Venise